# Les Coteaux Périgourdins
Les Coteaux Périgourdins é uma comuna francesa na região administrativa da Nova Aquitânia, no departamento da Dordonha. Estende-se por uma área de 19.47 km². Em 2010 a comuna tinha 600 habitantes (densidade: 30,8 hab./km²).
Foi criada em 1 de janeiro de 2017, a partir da fusão das antigas comunas de Chavagnac (sede da comuna) e Grèzes.